# Hamgyŏng du Nord
Le Hamgyŏng du Nord (en coréen : 함경북도, Hamgyŏngbuk-to, /ham.ɡjʌŋ.buk̚.t͈o/), parfois abrégé sous la forme de Hambuk, est une province de la Corée du Nord, située au nord-est du pays, et longeant la Chine et la Russie sur sa frontière nord. Sa capitale de province est la ville de Ch'ŏngjin.

## Histoire

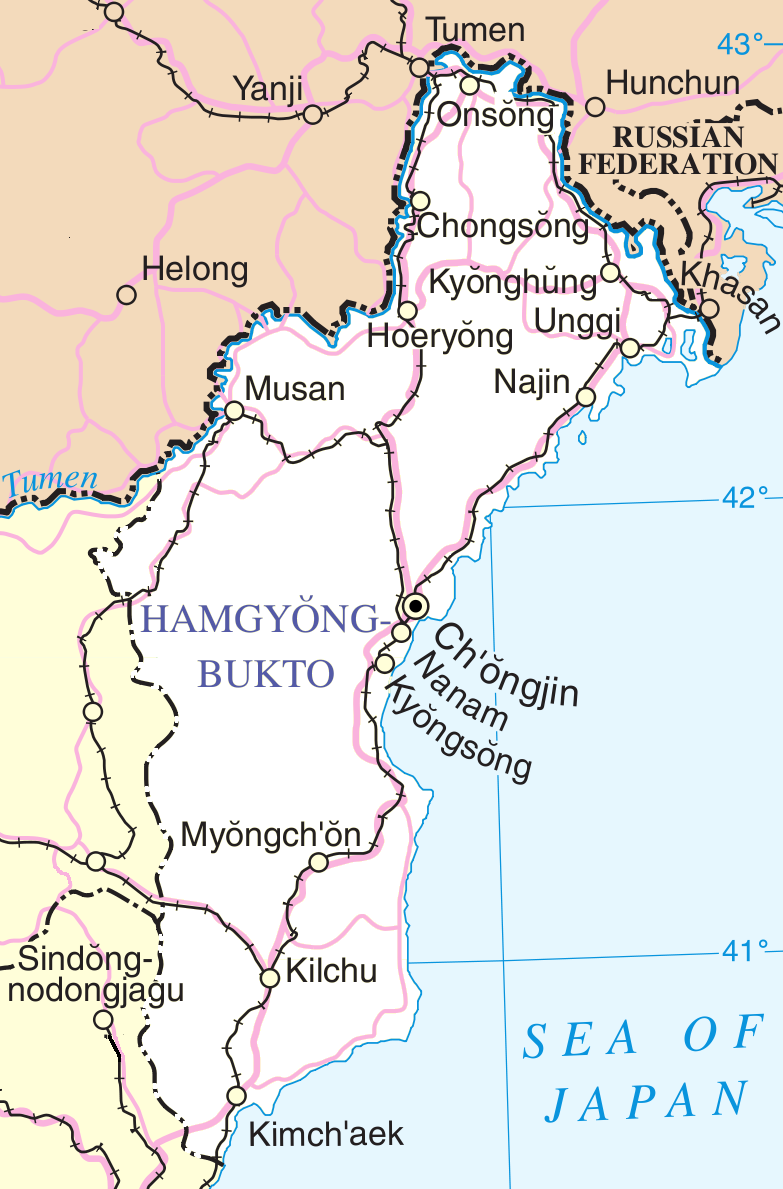
Carte détaillé de la province du Hamgyŏng du Nord (Corée du Nord)

Le Hamgyong était l’une des huit provinces de la Corée. Il porte cette appellation depuis 1509, formé à partir du début du nom de ses deux villes principales, Hamhung et Kyongsong. Les Hamgyŏng du Sud et du Nord ont été créés en 1896 à l’occasion du redécoupage administratif des provinces.
En 1945, environ 30 000 Japonais sont morts de froid et de faim dans cette province.
Des essais nucléaires ont été réalisés en 2006 et en 2009.

## Géographie
Le Hamgyŏng du Nord avoisine la commune de Khassan en Russie et la préfecture autonome coréenne de Yanbian en Chine de l´autre côté du fleuve Tumen. À l´ouest, il borde le Ryanggang et le Hamgyong du Sud. Étiré du nord au sud, il s'étend entre la mer du Japon et la chaîne des monts Hamgyong. Ils atteignent une altitude de 2 541 mètres au Kwanmo-bong.
Sur la côte, le climat est influencé par la mer et la présence de montagnes dans l´arrière–pays qui la protègent du vent du nord en hiver. En conséquence, les hivers sont froids mais nettement moins rigoureux que dans l´intérieur du pays. À Kimchaek, la température moyenne oscille entre −5,3 °C en janvier et 22,1 °C en aout. La région est relativement sèche (698 mm d'eau) : la mousson d´été très active dans le sud de la Corée commence à perdre de son influence. Le maximum de précipitations a lieu en juillet et en aout. 
| Mois                     | jan. | fév. | mars | avril | mai  | juin | jui.  | août  | sep. | oct. | nov. | déc. | année |
| ------------------------ | ---- | ---- | ---- | ----- | ---- | ---- | ----- | ----- | ---- | ---- | ---- | ---- | ----- |
| Température moyenne (°C) | −5,3 | −3,8 | 0,9  | 7     | 11,8 | 15,5 | 20,1  | 22,1  | 17,8 | 11,8 | 4,6  | −2,2 | 8,36  |
| Précipitations (mm)      | 19,4 | 16,8 | 23,8 | 37,4  | 51,5 | 72,5 | 120,2 | 166,6 | 83,6 | 42,1 | 34   | 29,7 | 697,6 |

## Divisions administratives
La province est divisée en trois villes et douze arrondissements. Elle est peuplée de 2 327 362 habitants, ville de Rasŏn incluse (196 954 hab.). Les chiffres de population donnés sont ceux du recensement de 2008.

### Villes
- Ch'ŏngjin (청진시), 667 929 habitants

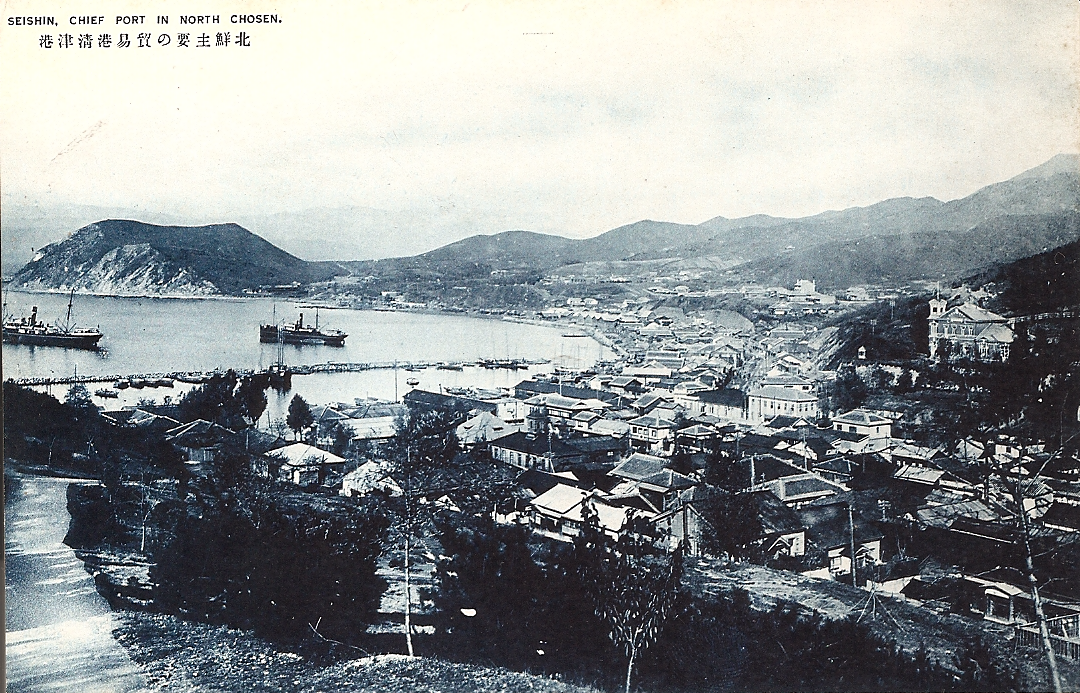
Le port de Chongjin dans les années 1930

 Capitale actuelle de la province, c'était initialement un petit port de pêche avant la construction d´un port commercial en 1908. C'est un centre industriel (aciéries, locomotives, chimie, …)
- Kimch'aek (김책시), 207 299 habitants
 Cette ville s'appelait Songjin, elle porte son nom actuel en l'honneur du général Kim Chaek, natif de cette ville. C´est un port riche en industrie.
- Hoeryŏng (회령시), 153 532 habitants 
 Près du village de Haengyong-ri, avec 50 000 prisonniers, le centre de détention no 22 est le plus grand camp de travail du pays.

### Arrondissements
- Kilju-gun (길주군), 139 932 hab.

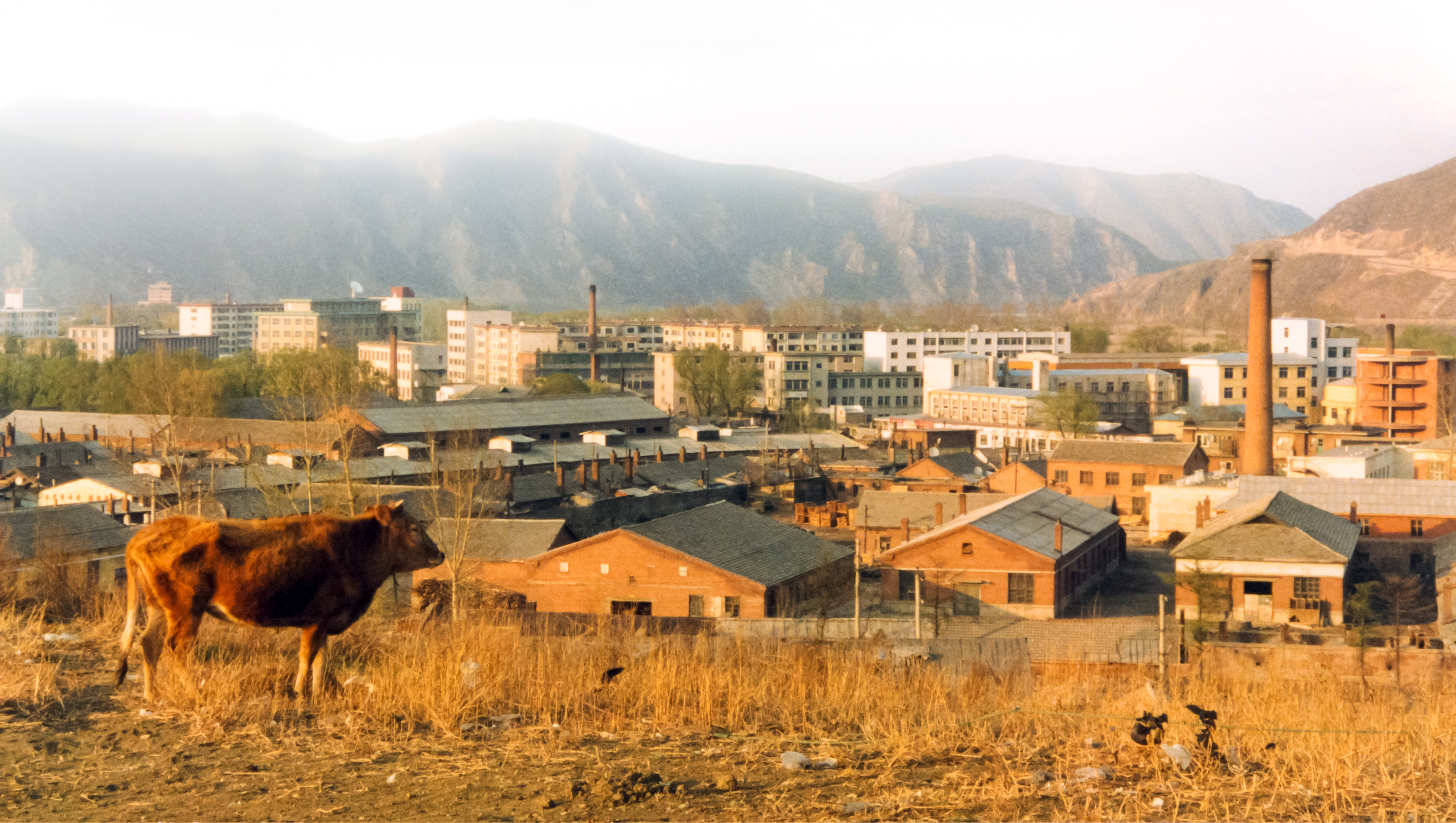
La communauté de travailleurs de Namyang dans l´arrondissement d´Onsong

- Onsŏng-gun (온성군), 127 893 hab. 
 Le centre de détention no 12 y était installé jusqu'à sa fermeture en 1987 à la suite d´une rébellion qui causa la mort de cinq-mille prisonniers.
- Musan-gun (무산군), 123 721 hab.
- Kyongwon (경원군), 107 327 hab. 
 Aussi connu sous le nom de Saebyŏl
- Kyŏngsŏng-gun (경성군), 105 909 hab. 
 Ancienne capitale régionale.
- Myonggan-gun (명간군), 99 557 hab.
 Connue auparavant sous le nom de Hwasŏng
- Kyonghung  (경흥군), 89 244 hab. 
 Aussi connu sous le nom de sa ville principale, Ŭndŏk
- Ŏrang-gun (어랑군), 87 757 hab.
- Hwadae-gun (화대군), 67 677 hab. 
 Le village de Musudan-ri accueille une base de lancement de fusées.
- Myŏngch'ŏn-gun (명천군), 65 797 hab.
- Puryŏng-gun (부령군), 48 958 hab.
- Yŏnsa-gun (연사군), 37 876 hab.

## Culture et patrimoine
La province comprend cinq trésors nationaux. Ce sont les murs de la ville de Kyongsong, la porte de son château, le monument à la victoire de Pukkwan ainsi que Kaesimsa et Ssanggyesa, des temples bouddhistes.
Un tiers des sources thermales de la Corée du Nord se trouve dans cette province ; les sources chaudes d'Onpo sont particulièrement réputées. Le tourisme est développé dans les monts Chilbo.

## Personnages célèbres
- O Su Yong (오수용), secrétaire en chef du comité du Parti du travail de Corée (PTC) pour la province du Hamgyong du Nord depuis juillet 2010.
- Hong Sok Hyong (홍석형) (1936 - ), ancien secrétaire en chef du comité du Parti du Travail de Corée (PTC) pour la province du Hamgyong du Nord de 2001 à juillet 2010.
- Ri Kun Mo (리근모), ancien secrétaire en chef du comité du Parti du Travail de Corée (PTC) pour la province du Hamgyong du Nord.
- Jo Myong-Rok (1928 - 2010), vice-maréchal de l’armée populaire de Corée
- Kim Jong-suk (1917 - 1949), femme du président Kim Il-sung